# Велика клітка
«Велика клітка» (англ. The Big Cage) — американська пригодницька драма режисера Курта Нойманна 1933 року.

## Сюжет
Цирк на межі банкрутства вирішує врятувати себе, влаштувавши виставу з участю левів і тигрів.

## У ролях
- Клайд Бітті — Клайд Бітті
- Аніта Пейдж — Ліліан Ленглі
- Енді Дівайн — Скупс
- Вінс Барнетт — Супміт
- Реймонд Гаттон — Тімоті O'Гара
- Воллес Форд — Расс Пенні
- Міккі Руні — Джиммі O'Гара
- Реджинальд Барлоу — Джон Віппл
- Едвард Пейл старший — Гленн Стоунер
- Роберт Маквейд — Генрі Камерон
- Вілфред Лукас — Боб Міллс
- Джеймс Даркін — Сілас Ворнер